# Animizm

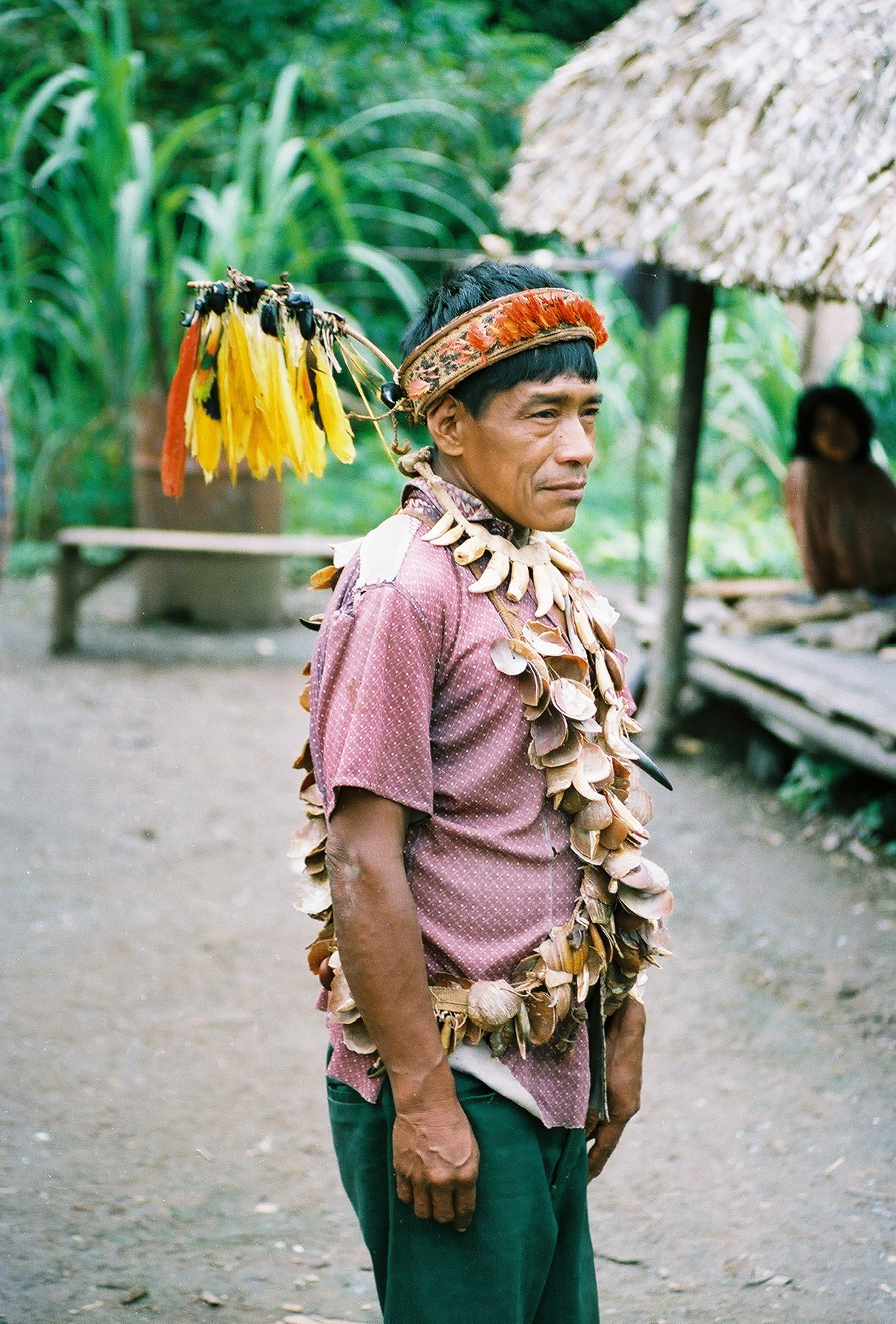
Szaman Urarina, 1988

Animizm (łac. anima „oddech, dusza, życie”) – pogląd, zgodnie z którym istoty nie-ludzkie takie jak zwierzęta (niebędące ludźmi), rośliny czy przedmioty nieożywione, posiadają duszę.
Pojęcie animizmu w antropologii religii stosowane jest na określenie systemu wierzeń niektórych rdzennych ludów plemiennych, zwłaszcza z okresu poprzedzającego rozwój zorganizowanych systemów religijnych. Mimo że każda kultura posiada własną mitologię i rytuały, „animizm” ma opisywać najpowszechniejsze, podstawowe wątki „duchowej” czy „nadprzyrodzonej” perspektywy ludów tubylczych. Perspektywa animistyczna jest tak fundamentalna, codzienna i uważana za pewnik, że większość społeczeństw animistycznych nie posiada nawet w swoich językach słowa oznaczającego „animizm” (ani nawet „religia”); termin jest konstruktem antropologicznym.
Z powodu etnolingwistycznych i kulturowych rozbieżności nie ma jednomyślnej zgody co do tego czy animizm odnosi się do szeroko rozumianego wierzenia religijnego czy też do w pełni ukształtowanej religii rządzącej się określonymi prawami. Obecnie akceptowana definicja animizmu została ukuta pod koniec XIX w. przez ewolucjonistę Edwarda  B. Tylora.
Animizm obejmuje wierzenia, w których nie stosuje się rozróżnienia pomiędzy duchowym a fizycznym (materialnym) światem, w którym istnieją duchy i dusze – należące nie tylko do ludzi, ale także niektórych zwierząt, roślin, kamieni, obiektów geograficznych (takich jak góry czy rzeki) i innych elementów środowiska naturalnego, jak choćby piorun, wiatr czy cień. Animizm odrzuca w ten sposób ideę kartezjańskiego dualizmu rzeczywistości. Animizm może też przypisywać dusze pojęciom abstrakcyjnym, takim jak słowa, imiona czy metafory mitologiczne. 

## Teorie dotyczące animizmu

### Wczesne teorie
Wczesna perspektywa antropologiczna koncentrowała się na wiedzy dotyczącej tego, co jest uznawane za żywe i jakie czynniki mają na to wpływ. Zakładano, że animiści nie są w stanie zrozumieć różnicy między osobami a rzeczami.

#### Definicja Edwarda Tylora
Koncepcja animizmu została stworzona przez antropologa Edwarda B. Tylora w jego książce Cywilizacja pierwotna z 1871 roku, gdzie zdefiniował on ją jako „generalną doktrynę dotyczącą duszy i innych bytów duchowych”. Według niego animizm stanowił pierwszy, najwcześniejszy etap ewolucyjnego rozwoju religii, wiodącego dalej poprzez politeizm do monoteizmu, a mającego ostatecznie doprowadzić do całkowitego odrzucenia przez ludzkość religii na rzecz naukowej racjonalności. Animizm był przez Tylora postrzegany jako pomyłka, podstawowy błąd, z którego wyrosła wszelka religia. Nie twierdził, że animizm był z założenia nielogiczny, ale sugerował, że wyrósł on z ludzkich snów i wizji. Był więc systemem racjonalnym, ale opartym na błędnych, nienaukowych obserwacjach dotyczących natury świata. Tylor odrzucał tym samym założenie, że istnieje różnica w zdolnościach intelektualnych „dzikich” i członków cywilizacji Zachodu.
Tylor chciał początkowo opisać to zjawisko jako „spirytualizm”, jednak zrezygnował z tego, gdyż uznał, że mogłoby ono być mylone z ruchem religijnym o takiej właśnie nazwie, rozpowszechnionym na Zachodzie w jego czasach. Zamiast tego przejął termin „animizm” z pism niemieckiego XVIII-wiecznego naukowca Georga Ernsta Stahla, dla którego dusza (anima) stanowiła zasadniczy pierwiastek życia.

#### Koncepcje ewolucjonistów społecznych
Definicja animizmu zaproponowana przez Tylora była częścią rosnącej międzynarodowej debaty o naturze „społeczeństw prymitywnych” toczonej wśród prawników, teologów i filologów. Debata ta zdefiniowała pole badań nowej nauki – antropologii kulturowej. Pod koniec XIX w. wyłonił się dominujący pogląd na temat „społeczeństw prymitywnych”, chociaż niewielu współczesnych antropologów zaakceptowałoby tę definicję; dziewiętnastowieczni „kanapowi” antropolodzy twierdzili, że „społeczeństwem prymitywnym” (rozumianym jako kategoria ewolucyjna) rządzą relacje pokrewieństwa i jest ono podzielone na egzogamiczne grupy pochodzeniowe połączone ze sobą serią wymian małżeńskich. Ich religią jest animizm – wiara, że zwierzęta, rośliny i przedmioty mają dusze. Wraz z rozwojem własności prywatnej grupy pochodzeniowe zostają zastąpione przez rozwój państwa opartego na terytorium. Ich rytuały i wierzenia ewoluowały z czasem w szeroki wybór „rozwiniętych” religii. Według Tylora, im bardziej zaawansowane naukowo stawało się społeczeństwo, tym mniej jego członków podzielało wiarę w animizm. Każdy ślad po ideologii związanej z duszami czy duchami natury była dla Tylora pozostałością po animizmie z początków człowieczeństwa.
W 1869 (trzy lata po zaproponowaniu przez Tylora jego definicji animizmu), prawnik z Edynburga, John Ferguson McLellan, wysunął tezę, że animistyczne myślenie obecne w fetyszyzmie dało początek religii (nazwanej przez niego totemizmem), której wyznawcy wierzą, że są potomkami tego samego gatunku co ich zwierzę totemiczne. Dało to początek debacie prowadzonej przez „kanapowych antropologów” (w której brali udział m.in. J.J. Bachofen, Émile Durkheim czy Sigmund Freud) skupiającej się raczej na totemizmie niż animizmie, w związku z czym niewiele osób zainteresowanych było kwestionowaniem definicji Tylora.
Według współczesnego antropologa Tima Ingolda animizm wykazuje wiele podobieństw do totemizmu, różni się jednak od niego w swoim skupieniu na konkretnych istotach duchowych, podczas gdy totemizm utrzymuje raczej, że jest pewne pierwotne źródło, takie jak ziemia czy przodkowie, które dostarcza podstawy dla życia. Wierzenia niektórych tubylczych grup religijnych, na przykład australijskich Aborygenów, są zazwyczaj totemiczne, podczas gdy innych, jak Inuitów, raczej animistyczne.
Na podstawie swoich badań nad rozwojem dziecka psycholog Jean Piaget zasugerował, że dzieci rodzą się z wrodzonym animistycznym spojrzeniem na świat, przez co antropomorfizują przedmioty nieożywione, ale z czasem wyrastają z tych wierzeń. Antropolożka kulturowa Margaret Mead z kolei, na podstawie swoich badań etnograficznych, wysunęła całkiem przeciwną tezę, uważając, że dzieci nie rodzą się z animistycznym podejściem, ale przyjmują takie wierzenia w procesie socjalizacji. Stewart Guthrie z kolei widział animizm jako ewolucyjną strategię przetrwania. Twierdził, że zarówno ludzie jak i inne gatunki zwierząt postrzegają przedmioty nieożywione jako potencjalnie żywe, pozostając w ten sposób cały czas wyczulonymi na potencjalne zagrożenie. Zaproponowane przez niego wyjaśnienie nie odpowiadało jednak na pytanie dlaczego takie wierzenia stały się centralne dla religii.
W 2000 roku Guthrie wysunął tezę, że „najszerzej rozprzestrzenioną” koncepcją animizmu jest „przypisywanie duszy naturalnym zjawiskom takim jak kamienie czy drzewa”.

### Nowy animizm
Wielu antropologów zrezygnowało z używania terminu „animizm”, uznając go za zbyt bliskie wczesnej antropologicznej teorii i polemice religijnej. Jednakże, prawo do terminu rościły sobie także grupy religijne – mianowicie rdzenne społeczności wyznawcy kultów natury, którzy czuli, że trafnie opisuje ono ich wierzenia i którzy w niektórych przypadkach aktywnie identyfikowali się jako „animiści”. W związku z tym termin został ponownie przyjęty przez wielu badaczy, jednakże zaczęli oni używać terminu w inny sposób, kładąc nacisk na wiedzę o tym, jak zachowywać się wobec innych osób, z których niektóre mogą nie być ludźmi.
„Nowy animizm” pojawił się głównie dzięki publikacjom antropologa Irvinga Hallowella, tworzonych na podstawie jego badań etnograficznych wśród społeczności Ojibwe w Kanadzie. Dla Ojibwe spotkanych przez Hallowella bycie osobą nie wymaga bycia człowiekiem, to raczej ludzie są postrzegani jako tacy sami jak inne osoby, nie wykluczając na przykład osób kamieni czy osób niedźwiedzi. Dla Ojibwe, każda z tych osób jest świadomą istotą, która zdobywa znaczenie poprzez swoje interakcje z innymi; poprzez pełną szacunku interakcję z innymi osobami, oni sami uczą się „zachowywać jak osoba”. Podejście Hallowella do rozumienia bycia osobą przez Ojibwe różni się znacznie od wcześniejszych antropologicznych koncepcji animizmu. Podkreśla on potrzebę podważania Zachodniej perspektywy tego czym jest osoba, poprzez wchodzenie w dialog z innymi sposobami postrzegania świata.
Po długim okresie braku zainteresowania, postmodernistyczni antropolodzy są coraz bardziej zaangażowani w koncepcję animizmu. Modernizm charakteryzuje kartezjański dualizm oddzielający to, co subiektywne, od tego, co obiektywne, a kulturę od natury; w tym ujęciu animizm jest odwrotnością scjentyzmu, i w związku z tym jest z natury oparty na błędnych przesłankach. Czerpiąc z prac Bruno Latoura, postmodernistyczni antropolodzy kwestionują te modernistyczne założenia i teoretyzują, że wszystkie społeczeństwa w dalszym ciągu „animizują” świat wokół nich, i to nie tylko w postaci Tylorowskich „pozostałości po prymitywnej myśli ludzkiej”. My również, tak jak animiści, tworzymy osobowe relacje z elementami tak zwanego obiektywnego świata, które uznajemy za podmioty, jak choćby zwierzęta domowe, samochody czy zabawki.
Nurit Bird-David twierdzi, że „Pozytywistyczne założenia dotyczące znaczenia „natury”, „życia” czy „bycia osobą” uniemożliwiły próby zrozumienia lokalnych wyobrażeń. Klasyczni teoretycy przypisywali swoje własne, modernistyczne idee „ja” „prymitywnym ludom” zakładając, że „prymitywne ludy” odczytują ich rozumienie „ja” w innych!”. Twierdzi ona, że animizm jest „racjonalną epistemologią”, a nie Tylorowską pomyłką w prymitywnym rozumowaniu. Oznacza to, że własna tożsamość wśród animistów jest oparta na ich relacjach z innymi, a nie na jakiejś charakterystycznej cesze „ja”. Zamiast skupiać się na modernistycznym ‘ja’, osoby są postrzegane jako zbiór relacji społecznych, z których niektóre są „superosobami” (tzn. nie-ludźmi).
Tim Ingold, tak samo jak Bird-David, twierdzi, że animiści nie postrzegają siebie jako formy oddzielonej od środowiska: „Łowcy-zbieracze, na ogół, nie traktują swojego środowiska jako zewnętrznego świata natury, który musi zostać „uchwycony” intelektualnie… co więcej, oddzielenie umysłu i natury nie ma miejsca w ich myśli i praktyce”. Rane Willerslev rozszerza ten argument zauważając, że animiści odrzucają kartezjański dualizm i identyfikują się ze światem, czując się zarazem jego częścią, jak i czymś odrębnym. Animistyczny myśliwy jest więc świadomy siebie jako ludzkiego myśliwego, ale, poprzez naśladowanie, jest zdolny przyjąć punkt widzenia, odczucia i słabości ofiary, stać się z nią jednością. Szamanizm jest w tym kontekście codziennymi próbami wpłynięcia na dusze przodków i zwierząt poprzez naśladowanie ich zachowań, dokładnie tak, jak myśliwy robi z ofiarą.
Religioznawca Graham Harvey definiuje animizm jako wiarę „że świat jest pełen osób, z których tylko niektóre są ludźmi, i że życie jest zawsze przeżywane w relacji z innymi osobami”. Graham Harvey, w swojej książce Podręcznik współczesnego animizmu z 2013, identyfikuje perspektywę animistyczną zgodnie z koncepcją „ja-ty”, w przeciwieństwie do „ja-ono”, Martina Bubera. Harvey twierdzi, że animista przyjmuje podejście „ja-ty” w relacji ze światem, gdzie zwierzęta i przedmioty są traktowane raczej jako „ty” niż „ono”.
Guthrie wyraził krytycyzm podejścia Bird-David do animizmu, wierząc, że rozpowszechnia ono pogląd, że „świat jest głównie tym, czym uczyni go nasza lokalna wyobraźnia”. Podążanie tym tropem skutkowałoby jego zdaniem porzucenie „naukowego przedsięwzięcia”.

## Religia
Panuje obecnie różnica zdań co do tego, czy animizm jest jedynie pojedynczym, szeroko rozpowszechnionym wierzeniem religijnym, czy też światopoglądem samym w sobie, obejmującym różnorodne mitologie kultur z całego świata. Budzi to również kontrowersje dotyczące etycznych roszczeń, które animizm może ale nie musi głosić: czy animizm całkowicie ignoruje kwestię etyki, czy też, obdarzając liczne nie-ludzkie elementy natury duchowością czy osobowością, w rzeczywistości promuje złożoną etykę ekologiczną.

### Fetyszyzm/totemizm
W wielu animistycznych światopoglądach, istota ludzka jest postrzegana na mniej więcej równych zasadach co zwierzęta, rośliny i siły natury.

### Szamanizm
Szaman jest osobą, o której uważa się, że posiada dostęp do – i wpływ na – świat przychylnych i nieprzychylnych duchów. Wchodzi on w trans podczas rytuału, kiedy to dokonuje wróżenia i uzdrawiania. Szamanizm obejmuje założenie, że szamani są pośrednikami lub posłańcami między światem ludzkim a światem duchowym. Szamani leczą choroby i dolegliwości poprzez naprawianie duszy. Złagodzenie traum dotykających duszę przywraca fizycznemu ciału jednostki pełnię i harmonię. Szaman podróżuje także do nadprzyrodzonych wymiarów w poszukiwaniu rozwiązań problemów dotykających społeczność. Szamani mogą odwiedzać inne światy, aby przynosić wskazówki dla zagubionych dusz lub aby złagodzić chorobę ludzkiej duszy spowodowaną przez ingerencję z zewnątrz. Szaman działa przede wszystkim w ramach świata duchowego, który z kolei wpływa na świat ludzi. Przywrócenie równowagi skutkuje pozbyciem się choroby.

### Rozróżnienie od panteizmu
Animizm nie jest tym samym co panteizm, jednakże są one czasem mylone. Niektóre religie są zarówno panteistyczne jak i animistyczne. Jedną z głównych różnic jest to, że podczas gdy animiści wierzą, że wszystko jest w swojej naturze duchowe, niekoniecznie widzą duchową naturę wszystkiego co istnieje jako jedność (monizm), tak jak robią to panteiści. W rezultacie animizm kładzie większy nacisk na niepowtarzalność każdej indywidualnej duszy. W panteizmie wszystko składa się z tej samej esencji duchowej, a nie posiada duszę lub dusze.

## Animistyczne życie

### Zwierzęta, rośliny i inne
Animizm obejmuje wiarę, że „zwierzęta też są osobami”, i w związku z tym jednym z kluczowych zagadnień animizmu są okoliczności, w których zwierzęta mogą być jedzone lub w inny sposób wykorzystywane dla ludzkich potrzeb. Działania nie-ludzkich zwierząt są postrzegane jako „intencjonalne, zaplanowane i celowe”, a one same biorą udział w systemach pokrewieństwa i ceremoniach wraz z ludźmi.
Niektórzy animiści postrzegają jako osoby także rośliny i grzyby i wchodzą z nimi w interakcję. Najpowszechniejszy kontakt między ludźmi a tymi osobami zachodzi podczas zbierania ich, aby je zjeść. Według animistów ta interakcja musi być przeprowadzana z szacunkiem. 
W innych przypadkach animiści wierzą, że interakcja z osobami-roślinami i osobami-grzybami może spowodować zdobycie wiedzy o tym, co nieznane, a nawet nierozpoznawalne w inny sposób.
Liczne animistyczne kultury traktują jako osoby również kamienie, lub takie elementy świata natury jak wiatr.
Znaczenie miejsca jest również powtarzającym się elementem animizmu – niektóre miejsca, np. szczyty gór, mogą być rozumiane jako pełnoprawne osoby.

### Dusze
Animizm może także wiązać się z ustanawianiem relacji z bezcielesnymi istotami duchowymi. W animizmie rytuały są wykonywane w celu utrzymania relacji między ludźmi a duchami. Rdzenni mieszkańcy często wykonują te rytuały, aby uspokoić duchy i poprosić je o pomoc podczas takich czynności, jak polowanie i leczenie. W regionie Arktyki pewne rytuały są powszechne przed polowaniem jako sposób na okazanie szacunku duchom zwierząt.